# Monic Cecconi-Botella
Pour les articles homonymes, voir Cecconi et Botella.
Monic Cecconi-Botella (ou Monique Cecconi-Botella) est une compositrice française née le 30 septembre 1936 à Courbevoie. Premier Grand Prix de Rome en 1966, elle participe activement à l'organisation de l'ensemble Itinéraire.
D'abord professeur d'écriture musicale au C.N.R. d'Aubervilliers (harmonie, contrepoint et fugue), elle est nommée en 1982 professeur au Conservatoire national supérieur de Paris où elle enseigne l'analyse musicale. Conseillère artistique pour la musique pour la ville d'Enghien-les-Bains, membre de nombreux jurys ( CNSMP, CA, DE ), elle dirige aujourd'hui le Festival les Saisons de la Voix qu'elle crée en 2008 à Gordes-en-Provence.

## Œuvres
- 3 Inventions à 3 voix pour 3 Instruments pour flûte, violoncelle et piano
- Franchises pour trio avec piano
- Silences pour hautbois, clarinette, saxophone et basson
- ...d'Ailleurs pour deux ondes Martenot, une guitare électrique et batterie
- Et la Mer, au Matin pour Mezzo-soprano, flûte, clarinette, violoncelle et piano sur des poèmes de Victor Hugo et Arthur Rimbaud
- Argile pour percussion solo et orchestre à cordes
- Imaginaires pour six percussionnistes et danseurs
- Ellipseis pour piano
- Castafioritures pour ondes Martenot
- Solitaires Bis pour violoncelle préparé et directeur
- Miremiroirs pour violoncelle avec ou sans piano
- Impromptu pour hautbois et clavecin
- Conte Glace pour claveciniste et narrateur (Texte de Jacques Sternberg)
- Chansons du Jour et de la Nuit pour soprano et piano sur des poèmes de Philippe Soupault
- Trois Melodies pour soprano et piano sur des poèmes de Rutebeuf et Charles d’Orleans
- Trois Poèmes de Jean Cocteau dédiés à Michel Sénéchal
- Bestiaire Imaginaire pour contre-ténor et piano sur des poèmes de René David
- Le Catiminou, pièce enfantine pour violon
- Flute et Zut et Flute, Quatre pièces pour enfants pour flûte
- Pirlipipi, Opéra pour enfants basé sur un livret de Pierre Gripari
- Operaclown, Opéra pour enfants basé sur un livret de René Pillot
- Le Gollum, micropéra d'après un livre de Françoise Arquetout
- Le Triangle de Cristal, opéra fantastique, livret de F. Arquetout d'après Maurice Maeterlinck
- La Chevre Amarante, pièce symphonique, hommage à Ravel, UA 1997
- Il était une fois l'été, musique pour un opéra imaginaire
- 27 juillet 1890 pour orchestre à vents
- Cantate pour les Nouveaux Temps d'après un texte d'Arielle Fanjas
- Il signait...Vincent, opéra d'après un livret de Jacques Unal
- La Femme de l'Ogre, Opernerzählung d'après un livret de Pierrette Fleutiaux
- Noctuaile, opéra, UA 1984
- Concertino pour basson et piano
- Ariette pour saxophone et piano
- Jeux pour deux flûtes
- Histoire brève pour contrebasse et piano
- Cinq et Trois, Lamento pour violoncelle et piano
- Scherzetto pour cor et piano
- Dialogue pour contrebasse et piano
- Cérémonie pour alto et piano
- Un Medicament, chanson d'après un texte de Vincent Tavernier
- De Saturne a Jupiter, chanson d'après V. Tavernier